# بريان ديفيز (مغني)
بريان ديفيز (بالإنجليزية: Bryan Davies)‏ هو مغني أسترالي، ولد في 1945 في مانشستر في المملكة المتحدة.

## وصلات خارجية
- بريان ديفيز على موقع IMDb (الإنجليزية)
- بريان ديفيز على موقع ميوزك برينز (الإنجليزية)
- بريان ديفيز على موقع ديسكوغز (الإنجليزية)